# Stockheim
Stockheim es un municipio situado en el distrito de Kronach, en el estado federado de Baviera (Alemania), con una población a finales de 2016 de unos 4959 habitantes.
Se encuentra ubicado al norte del estado, en la región de Alta Franconia, cerca de la frontera con el estado de Turingia.